# Demerval Silva
Demerval Pereira da Silva ou simplesmente Demerval Silva (Rio Preto, 6 de novembro de 1920 — Barra Mansa, 9 de julho de 1989) era um metalúrgico e político brasileiro.
Filho de Francisco Pereira da Silva e Luiza Marciano de Carvalho, foi vereador nas duas primeiras legislaturas do município de Volta Redonda, chegando à prefeitura em 7 de setembro de 1962, substituindo Nelson dos Santos Gonçalves, licenciado para concorrer à Assembléia Legislativa estadual.
Com o slogan "Uma obra em cada dia", deu base pra o calçamento de diversas ruas do município, normalizou o fornecimento de água e reforma na praça Sávio Gama, defronte ao Palácio 17 de Julho, sede do executivo e do legislativo municipal à época.
Deixou a prefeitura em 8 de outubro de 1962 após o retorno de Nelson Gonçalves para o cumprimento de seu mandato até o final.
Seu falecimento ocorreu na cidade de Barra Mansa, onde Demerval residia e foi sepultado.